# Кинески Тајпеј на Светском првенству у атлетици у дворани 2016.
Кинески Тајпеј је учествовао на 16. Светском првенству у атлетици у дворани 2016. одржаном у Портланду од 17. до 20. марта. У свом петнаестом учествовању репрезентацију Кинеског Тајпеја представљао је 1 атлетичар који се такмичио у скоку удаљ.,
На овом првенству такмичар Кинеског Тајпеја није освојио ниједну медаљу нити је остварио неки резултат.

## Учесници
Мушкарци:
- Тед Хупер — Скок удаљ

## Резултати

### Мушкарци
| Атлетичар | Дисциплина | Лични рекорд | Полуфинале   | Полуфинале   | Финале               | Финале               | Детаљи |
| Атлетичар | Дисциплина | Лични рекорд | Резултат     | Место        | Резултат             | Место                | Детаљи |
| --------- | ---------- | ------------ | ------------ | ------------ | -------------------- | -------------------- | ------ |
| Тед Хупер | Скок удаљ  | 7,83 НР      | Без пласмана | Без пласмана | Није се квалификовао | Није се квалификовао |        |